# 张克文 (1968年)
张克文（1968年1月—），男，汉族，中共党员，中华人民共和国出版家，享受国务院特殊津贴专家。

## 生平
历任安徽少年儿童出版社编辑室编辑、副主任、主任、副总编、总编、社长，时代出版传媒股份有限公司党委委员、董事、副总编辑，时代少儿文化发展有限公司法定代表人。2019年1月，任安徽新华传媒股份有限公司总经理。

## 奖励与荣誉
2002年被评为安徽省首届“四个一批拔尖人才”，2010年被评为全国宣传文化系统“四个一批”人才培养工程经营管理人才，2012年入选全国新闻出版行业领军人才，2015年获国务院政府特殊津贴，2020年荣获“第十三届韬奋出版奖”。